# Liste der Abgeordneten zum Tiroler Landtag (XVIII. Gesetzgebungsperiode)
- ÖVP: 14
- SPÖ: 7
- FPÖ: 7
- GRÜNE: 3
- FRITZ: 3
- NEOS: 2

Diese Liste der Abgeordneten zum Tiroler Landtag (XVIII. Gesetzgebungsperiode) listet alle Abgeordneten zum Tiroler Landtag in der XVIII. Legislaturperiode auf.

## Geschichte
Am 13. Juni 2022 gab Landeshauptmann Günther Platter bekannt, bei der nächsten Landtagswahl nicht mehr zu kandidieren, als Nachfolger wurde Anton Mattle designiert. Am 24. Juni 2022 beschloss der Tiroler Landtag bei einer Sondersitzung seine Auflösung. Damit wurde der Weg für eine vorgezogene Landtagswahl am 25. September 2022 frei gemacht.
Bei der Landtagswahl 2022 erreichte die ÖVP (Anton Mattle Tiroler Volkspartei) 14 der 36 Mandate und verlor damit gegenüber der vorhergehenden XVII. Gesetzgebungsperiode drei Mandate. Die SPÖ Tirol kam auf sieben Mandate, ein plus von einem Mandat, die FPÖ ebenfalls auf sieben Mandate, ein plus von zwei Mandaten. Die Grünen Tirol verloren ein Mandat und erhielten drei Mandate. Die Liste Fritz gewann ein Mandat und erhielt ebenfalls drei Sitze. NEOS blieben unverändert bei zwei Sitzen. Die bis dahin regierende Koalition aus ÖVP und Grünen verlor damit ihre Mehrheit. Am 19. Oktober 2022 einigten sich ÖVP und SPÖ über einen Koalitionspakt. Fünf der Regierungsmitglieder sollen von der ÖVP gestellt werden, drei Landesräte von der SPÖ.
Die konstituierende Sitzung des Tiroler Landtages mit Wahl und Angelobung der Regierungsmitglieder der Landesregierung Mattle fand am 25. Oktober 2022 statt. Für die Regierungsmitglieder Anton Mattle, Josef Geisler und Mario Gerber rückten bei der ÖVP Iris Zangerl-Walser und Beate Scheiber nach. Für Annette Leja, die aus der Politik ausscheidet, übernahm Sebastian Kolland. Bei der SPÖ rückte für Georg Dornauer Sonja Föger-Kalchschmied nach.

## Funktionen

### Landtagspräsidenten
- Sonja Ledl-Rossmann (ÖVP) wurde mit 21 Stimmen erneut zur Landtagspräsidentin gewählt. Gegenkandidatin Andrea Haselwanter-Schneider (Liste Fritz) erhielt 15 Stimmen.[8]
- Zur ersten Vizepräsidentin wurde Sophia Kircher mit 23 Stimmen gewählt. Zehn Personen stimmten für die Gegenkandidatin Evelyn Achhorner (FPÖ), drei wählten ungültig.[8] Nach dem Wechsel von Kircher in das Europäische Parlament folgte ihr Dominik Mainusch als Vizepräsident nach,[9] am 4. Juli 2024 wurde er mit 24 von 36 Stimmen zum ersten Tiroler Landtagsvizepräsidenten gewählt.[10]
- Zweite Vizepräsidentin wurde mit 23 Stimmen Elisabeth Blanik (SPÖ). Andrea Haselwanter-Schneider (Liste Fritz) erhielt zwölf Stimmen, eine Person wählte ungültig.[8]

### Klubobleute

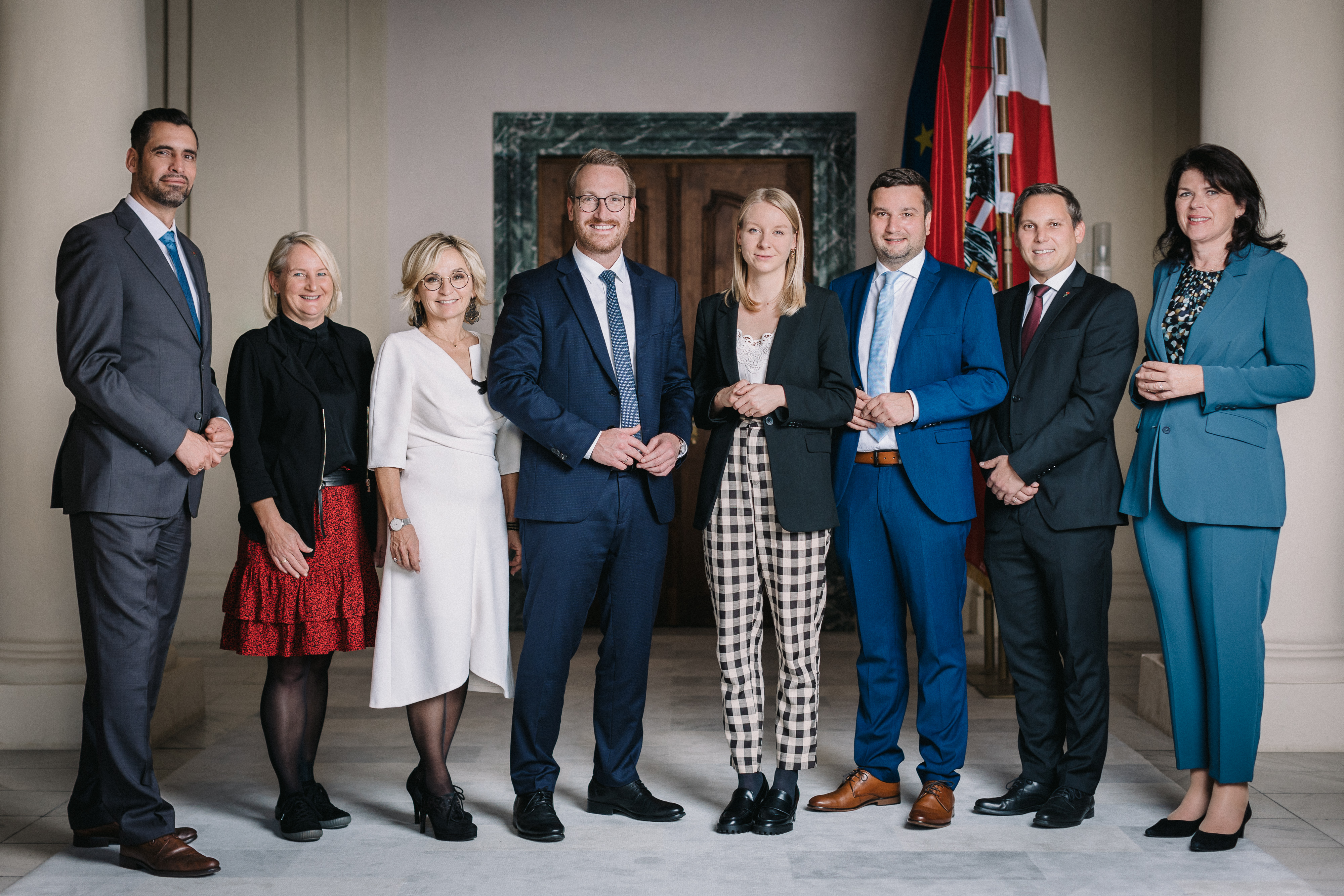
Der SPÖ-Landtagsklub (2022)

- Bei der SPÖ übernahm Elisabeth Fleischanderl den Klubvorsitz, nachdem Dornauer Georg in die Regierung wechselt.[11]
- Bei der ÖVP wurde Jakob Wolf als Klubobmann bestätigt,[12] stellvertretender Klubobmann wurde Dominik Traxl.[13]

### Bundesräte
Nach der Landtagswahl 2022 gingen von den fünf Tiroler Mandaten wie schon bisher drei an die ÖVP und je eines an SPÖ und FPÖ.
Die ÖVP entsandte Klara Neurauter, Christoph Stillebacher und Markus Stotter. Der bisherige Bundesrat Sebastian Kolland wurde zum Landesgeschäftsführer der Tiroler Volkspartei bestellt und wechselte in den Landtag. Peter Raggl und Elisabeth Mattersberger (beide ÖVP) schieden aus dem Bundesrat aus.
Die SPÖ entsandte Daniel Schmid, bei der FPÖ blieb Christoph Steiner Bundesrat. Stefan Zaggl-Kasztner schied aus dem Bundesrat aus.

### Landtagsabgeordnete
| Name                         | Bild | Fraktion | Fraktion | Anmerkung |
| ---------------------------- | ---- | -------- | -------- | --- |
| Markus Abwerzger             |      |          | FPÖ      | [ 18 ] |
| Evelyn Achhorner             |      |          | FPÖ      | [ 19 ] |
| Christoph Appler             |      |          | ÖVP      | [ 18 ] |
| Zeliha Arslan                |      |          | GRÜNE    | [ 18 ] |
| Elisabeth Blanik             |      |          | SPÖ      | [ 19 ] |
| Georg Dornauer               |      |          | SPÖ      | Mandatsverzicht nach Wechsel in die Landesregierung am 25. Oktober 2022, Rückkehr in den Landtag mit 18. Dezember 2024 anstelle von Sonja Föger-Kalchschmied |
| Elisabeth Fleischanderl      |      |          | SPÖ      | Klubvorsitzende |
| Katrin Brugger               |      |          | ÖVP      | Nachrückerin von LA Johannes Tratter |
| Sonja Föger-Kalchschmied     |      |          | SPÖ      | Nachrückerin für Georg Dornauer bis 18. Dezember 2024 nach Mandatsannahme von Dornauer                                                                       |
| Alexander Gamper             |      |          | FPÖ      | |
| Andreas Gang                 |      |          | FPÖ      | |
| Josef Geisler                |      |          | ÖVP      | Mandatsverzicht nach Wechsel in die Landesregierung am 25. Oktober 2022                                                                                      |
| Mario Gerber                 |      |          | ÖVP      | Mandatsverzicht nach Wechsel in die Landesregierung am 25. Oktober 2022                                                                                      |
| Cornelia Hagele              |      |          | ÖVP      | Mandatsverzicht nach Wechsel in die Landesregierung am 25. Oktober 2022                                                                                      |
| Claudia Hagsteiner           |      |          | SPÖ      | [ 22 ] |
| Andrea Haselwanter-Schneider |      |          | FRITZ    | [ 19 ] |
| Patrick Haslwanter           |      |          | FPÖ      | |
| Michael Jäger                |      |          | ÖVP      | [ 23 ] |
| Sophia Kircher               |      |          | ÖVP      | bis Juli 2024, Nachrücker Andreas Kirchmair |
| Gudrun Kofler                |      |          | FPÖ      | |
| Sebastian Kolland            |      |          | ÖVP      | Nachrücker für Annette Leja |
| Christian Kovacevic          |      |          | SPÖ      | |
| Sonja Ledl-Rossmann          |      |          | ÖVP      | [ 19 ] |
| Benedikt Lentsch             |      |          | SPÖ      | [ 7 ] |
| Gabriele Madersbacher        |      |          | FRITZ    | ab September 2024, Nachrückerin für Herwig Zöttl |
| Dominik Mainusch             |      |          | ÖVP      | |
| Gebi Mair                    |      |          | GRÜNE    | [ 18 ] |
| Daniel Marschik              |      |          | FPÖ      | ab 5. Februar 2023, Nachrücker für Christoph Steiner |
| Anton Mattle                 |      |          | ÖVP      | Mandatsverzicht nach Wechsel in die Landesregierung am 25. Oktober 2022                                                                                      |
| Martin Mayerl                |      |          | ÖVP      | |
| Meichtry Daniela             |      |          | SPÖ      | seit 19. Dezember 2024, Nachrückerin für Philip Wohlgemuth                                                                                                   |
| Dominik Oberhofer            |      |          | NEOS     | Wechsel in den Nationalrat im Oktober 2024, Nachrückerin Susanna Riedlsperger                                                                                |
| Birgit Obermüller            |      |          | NEOS     | |
| Florian Riedl                |      |          | ÖVP      | [ 12 ] |
| Susanna Riedlsperger         |      |          | NEOS     | Nachrückerin für Dominik Oberhofer seit Oktober 2024 |
| Beate Scheiber               |      |          | ÖVP      | Nachrückerin für Anton Mattle |
| Peter Seiwald                |      |          | ÖVP      | [ 31 ] |
| Markus Sint                  |      |          | FRITZ    | [ 19 ] |
| Christoph Steiner            |      |          | FPÖ      | bis 5. Februar 2023, Nachrücker Daniel Marschik. |
| Johannes Tratter             |      |          | ÖVP      | bis Juni 2023 |
| Dominik Traxl                |      |          | ÖVP      | [ 7 ] |
| Petra Wohlfahrtstätter       |      |          | GRÜNE    | |
| Philip Wohlgemuth            |      |          | SPÖ      | Wechsel in die Landesregierung mit 18. Dezember 2024, Nachrückerin Daniela Meichtry                                                                          |
| Jakob Wolf                   |      |          | ÖVP      | Klubobmann |
| Iris Zangerl-Walser          |      |          | ÖVP      | Nachrückerin für ein Regierungsmitglied |
| Herwig Zöttl                 |      |          | FRITZ    | Mandatsniederlegung im September 2024, Nachrückerin Gabriele Madersbacher Im Juni 2025 wurde seine Rückkehr in den Landtag. bekannt                          |